# Frank Dunn Kern
Frank Dunn Kern (* 19. Juni 1883 in Reinbeck (Iowa); † 28. September 1973 in State College (Pennsylvania)) war ein US-amerikanischer Botaniker, Phytopathologe und Hochschullehrer an der Pennsylvania State University.
Sein botanisch-mykologisches Autorenkürzel lautet „F.Kern“.

## Leben
Kern studierte an der University of Iowa und erwarb 1904 den Bachelor. 1907 erwarb er den Mastertitel an der Purdue University. Von 1904 bis 1910 arbeitete er für das US-Landwirtschaftsministerium und die Purdue Agricultural Experiment Station. Aus dieser Zeit stammen auch seinen ersten Arbeiten zu Pflanzenkrankheiten. Außerdem hatte er einige kurze Forschungsaufenthalte am Botanischen Garten in New York und der Columbia University. Seine ersten Forschungsarbeiten galten insbesondere der Gattung Gymnosporangium, über diese verfasste er auch 1911 seine Ph.D.-Thesis an der Columbia University. 1910 wechselte er an die Pennsylvania State University als Leiter der Botanik. 1922 bildete die Universität erstmals ein Graduiertenkolleg, dessen erster Dekan Kern wurde. Beide Positionen hielt Kern bis zu seiner Pensionierung 1950 inne.
Kern verfasste über 80 wissenschaftliche Arbeiten.